# Jukka Rauhala
Jukka Rauhala (Muurame, Finlandia, 1 de marzo de 1959) es un deportista finlandés retirado especialista en lucha libre olímpica donde llegó a ser medallista de bronce olímpico en Los Ángeles 1984.

## Carrera deportiva
En los Juegos Olímpicos de 1984 celebrados en Los Ángeles ganó la medalla de bronce en lucha libre olímpica de pesos de hasta 68 kg, tras el luchador surcoreano You In-Tak (oro) y el estadounidense Andrew Rein (plata).